# 1984年3月逝世人物列表
1984年逝世人物列表：1月 - 2月 - 3月 - 4月 - 5月 - 6月 - 7月 - 8月 - 9月 - 10月 - 11月 - 12月
1984年3月逝世人物列表，是用於匯總1984年3月期間逝世人物的列表。

## 依日期排序

### 1日
- 彼得·巴特，羅馬尼亞詩人和藥劑師
- 杰基·库根，美國演員
- 羅蘭·卡爾弗，英國舞台和電影演員
- 漢斯·弗萊舍，德國政治家（SPD），聯邦議院議員
- 丹科·格裡奇，南斯拉夫哲學家
- 恩斯特·哈根，奧地利作家和演員
- 赫爾穆特·胡希澤邁爾，德國音樂學家、作曲家、音樂教師、民歌研究者
- 卡爾·利布利希，德國律師和作家
- 馬克西米利安·利奧波德·洛布利希，奧地利企業家
- 約瑟芬·奧登塔爾，德國在列國中義人
- 奧托·西爾，德國土木工程師
- 彼得·沃克，英國賽車手
- 弗朗茨·沃爾夫，德國物理學家

### 2日
- 衛笑堂，台灣八步螳螂拳武術家
- 亞歷山大·布蘭德爾，德國作家
- 沃爾特·弗羅德，德國機械工程公司
- 格特魯德·邁斯特-辛格，瑞士陶藝家
- 傑夫·韋爾海恩，比利時畫家
- 甘娜·沃爾斯卡，波蘭裔美國社交名媛、歌手和園藝愛好者

### 3日
- 約翰·伯特倫·亞當斯，英國物理學家
- 羅伊·霍爾，美國鄉村和搖滾歌手
- 格哈德·哈德爾，德國作家
- 星野立子，日本俳句詩人
- 海因里希·基什內爾，德國雕塑家
- 維托里奧·梅斯，義大利作家、編劇和幽默家
- 林蒂·莫納漢，英國拳擊手
- 弗里德里希·里希特，德國舞臺、影視演員

### 4日
- 胡裡奧·阿胡馬達，阿根廷班多鈕演奏家、探戈作曲家和樂隊領隊
- Odd Bang-Hansen（奧德邦漢森），挪威作家
- 馬丁·胡利曼（Martin Hürlimann），瑞士出版商和《亞特蘭蒂斯》雜誌的編輯
- 埃哈特·克朗克，德國畫家和玻璃畫家
- 尼古拉·雅科夫列維奇·馬秋欣，蘇聯計算機工程師
- 庫爾特·納赫曼（Kurt Nachmann），奧地利編劇、電影導演和演員
- 湯姆·阿爾伯特·隆佩爾曼，荷蘭日耳曼主義者和文學學者
- 威廉·斯奈德，美國電影攝影師

### 5日
- 鐵托·戈比，義大利歌劇男中音
- 威廉·鲍威尔，美國演員
- 佩德羅·霍姆·德梅洛，葡萄牙詩人
- 沙爾瓦·姆舒利澤，喬治亞-蘇聯作曲家、教授和民族音樂學家
- 田邊尚雄，日本音樂學家

### 6日
- 馬丁·尼莫拉，德國神學家和路德會牧師[1]
- 亨利·威爾科克森，英國演員
- 亨利·博爾蘇克，美國生物化學家
- 皮埃爾·科切羅，法國作曲家、管風琴家和音樂教育家

### 7日
- 羅伯特·布洛赫，法國賽車手[2]
- 卡爾·內克曼，德國田徑運動員
- 查理斯·皮索，法國數學家
- 威利·拉菲爾特，德國登山家和登山家，國家社會主義和SED黨的反對者和體育工作人員
- 保羅·羅塔，英國電影製片人、導演和作家

### 8日
- 赫爾曼·比克勒，阿爾薩斯律師和自治政治家（ELP）
- 約翰·摩根·大衛斯，美國律師和政治家
- 弗裡德里希·奧伯多斯特，德國衛生員
- 克勞斯·施密德-伯格，德國律師和政治家（基民盟），聯邦議院議員，聯邦議院議員

### 9日
- 林德利·貝克沃斯，美國律師和政治家
- 彼得·哈特曼，德語語言學家
- 威廉·哈塞納克，德國經濟學家
- 伊莫金·霍爾斯特，英國音樂作家、作曲家和指揮家
- 克利斯蒂安·詹森，挪威跳臺滑雪運動員
- 漢斯·朱克，瑞士古典考古學家
- 金一（Kim Il），朝鮮政治家
- 約翰內斯·維爾納·克萊因（Johannes Werner Klein），德國哲學家
- 阿諾德·馬蒂尼奧尼，瑞士冰球運動員
- 薇拉·穆格（Vera Mügge），德國服裝設計師
- 漢斯·彼得邁爾，奧地利建築師和環保主義者
- 漢娜·斯特姆，奧地利政治活動家（SDAP/KPÖ）和反對國家社會主義的抵抗戰士
- 弗拉基米爾·托梅克，捷克斯洛伐克爵士吉他手和作曲家

### 10日
- 何塞·卡內，阿根廷探戈吉他手、樂隊領隊、作曲家和作詞家
- 尤金·弗倫克，俄裔美國製片人、導演和編劇
- I.S.喬哈爾，印度演員、導演和編劇
- 莫裡斯·麥克米倫，英國政治家（保守黨），下議院議員
- 瓊·馬婁，德國血統的美國女演員
- 唐羅溫·南達格，蒙古作家
- 弗里茨·戈特利布·菲斯特，瑞士企業家
- 威廉·西多夫，德國農業經濟學家
- 埃米爾·沃爾特，瑞士科學社會學家

### 11日
- Helmut Brümmer-Patzig，德國護衛艦艦長
- 霍德森男爵查理斯·霍德森，英國律師
- 赫爾曼·利希滕格，奧地利工會會員
- 雷蒙德·馬斯特羅托，法國自行車手
- 沃德·米勒，美國政治家
- 喬治·威廉·桑特，德國歷史學家和檔案管理員

### 12日
- 阿諾德·雷德利，英國劇作家和演員
- 埃德溫·肯布爾，美國物理學家
- 漢斯·克里西，瑞士教師和劇作家
- 漢斯·梅爾基奧，德國植物學家
- 保羅·沃格特，瑞士難民牧師
- 海因茨·奧斯卡·伍蒂格，德國作家和編劇

### 13日
- 瑪麗·格裡斯巴赫，德國革命家、人智學家和詩人
- 弗朗索瓦·勒萊昂奈（François Le Lionnais），法國作家、科學記者和出版商
- 阿洛伊斯·普爾加索弗，奧地利天文學家
- 弗朗茨·約瑟夫·施耐德，德國記者和廣告專家

### 14日
- 羅斯威斯·卡佩修斯，羅馬尼亞-德國民族學家、藝術史學家、畫家和詩人
- 奧雷利奧·佩切伊，義大利實業家，羅馬俱樂部聯合創始人
- 奧瓦涅斯·希拉茲，亞美尼亞詩人
- 馬格努斯·斯蒂芬森，丹麥建築師和設計師

### 15日
- 肯·卡彭特，美國奧林匹克運動員
- 康斯坦丁·巴迪金，蘇聯海軍軍官和探險家
- 約翰·哈尼施費格，德國政治家（基民盟），聯邦議院議員
- 烏爾里希·凱斯勒，德國作曲家和鋼琴家
- 弗里德里希·克魯格，德國政治家（SPD），聯邦議院議員
- 喬治·文圖裡尼（Giorgio Venturini），義大利電影製片人和導演

### 16日
- 埃文西奧·卡斯特拉諾斯，委內瑞拉作曲家、鋼琴家和音樂教育家
- 山口華楊，日本畫家

### 17日
- 康斯坦丁·謝爾蓋耶維奇·巴迪金，蘇聯海軍軍官、極地探險家和作家
- 路易士·布裡根蒂，阿根廷探戈鋼琴家、作曲家和樂隊領隊
- 威廉·菲爾岑，德國政治家（基民盟），聯邦議院議員

### 18日
- 保羅·弗朗西斯·韋伯斯特，美國作詞家
- 豪爾赫·切巴塔羅夫，烏拉圭地理學家和植物學家
- 莫裡斯·道馬斯，法國科學史學家
- 漢斯·希恩，德國天主教法學家
- 馬蒂亞斯·盧赫辛格，瑞士政治家（FDP）
- 湯瑪斯·肖普夫，美國古生物學家

### 19日
- 理查德·貝爾曼，美國應用數學家，美國國家科學院院士，和動態規劃的創始人。
- 埃尔温·弗朗茨科维亚克，德國男子曲棍球運動員。
- 讓-皮埃爾·切裡德，美洲國家組織中的法國恐怖分子
- 雷亞爾·加尼爾，加拿大雙簧管演奏家和音樂教育家
- 博·永貝里，瑞典撐桿跳高運動員和三級跳遠運動員
- 中能島欣一，日本作曲家
- 伊沃·維特，德國演員、歌舞表演藝術家和導演
- 加里·維諾格蘭德，美國攝影師

### 20日
- 史丹·柯弗列斯基，美國職棒大聯盟的投手。
- 凱里梅·納迪爾，土耳其作家
- 亨利·帕爾默，美國跨步鋼琴家
- 約瑟夫·沙珀（Josef Schaper），德國演員
- 罗宾·泰特，紐西蘭鐵餅投擲手和鉛球手
- 理查·范恩格，美國電影剪輯師

### 21日
- 安東尼奧·克拉斯特，義大利演員
- 諾瑪·法伯，美國兒童作家和詩人
- 奧古斯特·弗蘭克，德國黨衛軍領導人和紐倫堡審判的罪犯
- 肖娜·格蘭特，美國情色女演員
- 漢斯·喬治·庫斯納，德國物理學家和航空科學家
- 山姆·萊維特，美國電影攝影師
- 艾哈德·黎曼，德國民俗學家；基爾講師
- 保羅·羅斯特，德國員警，負責國家社會主義下對殘疾人和猶太人的大規模屠殺

### 22日
- 雨果·戈特施利希，奧地利演員
- 弗蘭克·馬特，德國難民，德國內部邊境的死亡
- 約瑟夫·穆勒，德國足球運動員和教練
- 喬治·尼邁爾，德國地理學家
- 蘇珊娜·帕斯托爾斯，德國田徑運動員
- 沃爾特·席爾默（Walter F.Schirmer），德國語言學家
- 赫爾穆特·施特勞貝，德國民族學家

### 23日
- 彼得·科洛西莫，義大利記者和作家
- Knud Børge Andersen，丹麥政治家，Folketing成員
- 瓦爾特·赫利格，德國政治家（自民黨、基民盟）、聯邦議院議員
- 漢斯·卡爾布費爾，德國重量級拳擊手
- 弗朗茨·萊瑟（Franz Leisser），奧地利教師和政治家（ÖVP），國民議會成員
- 讓·普魯維，法國建築師和設計師

### 24日
- 莉拉·布里尼奧內，義大利女演員
- 曼努埃爾·弗萊塔斯·索利奇，巴拉圭足球運動員和教練
- 艾娜·蓋林（Aenne Gehling），德國政治家（基民盟），聯邦議院議員
- 瑪麗·霍韋特，表現主義時期的比利時插畫家和畫家
- 山姆·賈菲，美國演員
- 約瑟夫·克里吉施，德國律師和當地政治家（SPD），瓦爾德克賴堡市長，巴伐利亞州議會議員。
- 約翰內斯·林茨巴赫，德國醫生
- 威廉·沃爾茨，德國作家
- 徐晃，中華人民共和國外交官

### 25日
- 伯恩哈德·費爾曼，德國建築師和畫家
- 安東·科赫斯，德國天主教神父
- 羅伯特·曼德魯，法國歷史學家
- 彼得羅·塞韋里（Pietro Severi），義大利羅馬天主教神職人員，帕萊斯特裡納主教

### 26日
- 艾哈迈德·塞古·杜尔，幾內亞政治家，幾內亞第一任總統
- 布蘭科·喬皮奇，南斯拉夫作家
- Franziskus Dellgruen，德國畫家和平面藝術家
- 弗朗茨·格羅斯，德國藥理學家
- 埃利·庫內（Elli Kühne），德國作家
- 波拉拉斯金，加拿大法官、最高法院首席大法官
- 奧克塔維奧·特羅姆波夫斯基，巴西棋手

### 27日
- 傑克·多諾霍，美國電影編劇和導演
- 以撒·福斯特，塞內加爾法學家
- 羅爾夫·邁內克，德國醫生和政治家（社民黨），聯邦議院議員，聯邦議院議員

### 28日
- 本傑明·梅斯，美國浸信會牧師和民權領袖[3]
- 瑪麗亞·亞歷山德羅夫娜·博爾沙尼娜，俄羅斯物理學家、材料科學家和大學講師
- 卡門·德拉貢，美國電影作曲家
- 恩斯特·海因里希，德國建築研究員
- 埃馬努伊·諾耶維奇·葉夫謝里欣，蘇聯攝影師
- 邁克爾·凱丁，英格蘭足球運動員和經理
- 科明斯·曼斯菲爾德，英國國際象棋作曲家
- 奧古斯特·舍費爾，德國Reichsgerichtsrat

### 29日
- 卡姆諾的布魯克男爵亨利·布魯克，英國政治家（保守黨），下議院議員
- 埃德溫·福賽斯，美國政治家
- 威利·海貝爾，德國演員
- 貝內代托·馬扎庫拉蒂，義大利小提琴家和作曲家
- 卡洛斯·奧羅斯科·羅梅羅，墨西哥藝術家
- 伊雷內·羅查德，法國雕塑家
- 赫伯特·圖科爾斯基，德國畫家和平面藝術家
- 迪特裡希·王爾德，德國律師，佩納市市長

### 30日
- 基坦·杜加，加拿大航空公司的法裔加拿大乘務員，前愛滋病患者
- 霍利斯·弗蘭普頓，美國電影藝術家和攝影師
- 安德拉斯·凱夫，匈牙利鳥類學家
- 漢斯·萊珀丁格（Hans Lepperdinger），德國軍官，二戰中德國國防軍上校
- 卡爾·拉納（Karl Rahner），德國天主教神學家

### 31日
- 古斯塔夫·貝瑟姆，薩摩亞政治家和外交官
- 喬·埃文斯，美國政治家
- 羅納德·克拉克·奧布萊恩，美國投毒者
- 聖波塔魯皮，義大利神職人員、羅馬天主教大主教和梵蒂岡外交官
- 海德薇·施利希特，奧地利女演員、導演、戲劇導演和表演教師
- 菲力浦·維爾茨巴赫，德國政治家（NSDAP），聯邦議院議員

### 日期不詳
- 弗朗茨·賴斯（Franz Reisz），奧地利裔美國插畫家
- 米奧德拉格·斯塔諾洛維奇，塞爾維亞東正教牧師和國家社會主義的受害者